# 瑙鲁首席酋长
瑙鲁首席酋长（英語：Head Chief of Nauru）一职在约1875年—1942年以及1946年—1968年由至少6人担任。该职位曾一度为世袭制，但在1921年，改由瑙鲁成年人选举产生酋长委员会委员，而首席酋长和副首席酋长则由委员会委员从他们中选举产生。
1951年后，随着酋长委员会被瑙鲁地方政府委员会取代，首席酋长改由瑙鲁地方政府委员会从其委员中选出。

## 列表
- 吉姆酋长（阿维达的父亲）
- 阿维达（约1875年—1921年在位，任内发生瑙鲁内战）
- 代蒙（英语：Daimon (Head Chief)）（1921年—1930年在位，首位经选举产生的瑙鲁首席酋长）
- 提莫西·德图达莫（英语：Timothy Detudamo）（1930年—1942年，1946年—1953年在位，将《圣经》翻译为瑙鲁语，由瑙鲁地方政府委员会（英语：Nauru Local Government Council）选举产生的首任瑙鲁首席酋长）
- 雷蒙德·加达布（英语：Raymond Gadabu）（1953年—1955年在位，出身伊鲁瓦部落）
- 哈默·德罗伯特（1955年—1968年在位，出身伊鲁瓦部落，代蒙的外孙，末任瑙鲁首席酋长，首任瑙鲁总统）